# اکولوژی (مجله)
اکولوژی (به فارسی: بوم‌شناسی) (به انگلیسی: (Ecology (journal) یک ژورنال علمی است که تحقیقات و مقالات را در زمینه بوم‌شناسی منتشر می‌کند. در سال ۱۹۲۰ میلادی در ادامه انتشار پلنت ورد به معنای جهان گیاهان تأسیس شد و توسط انجمن اکولوژیک آمریکا منتشر می‌شود. براساس گزارش استنادی مجلات ، در حال حاضر در رتبه ۱۵ از ۱۳۶ مجله‌ها در گروه اکولوژی قرار دارد.